# Parafimosi
La parafimosi, en medicina, fa referència a la impossibilitat del prepuci a cobrir el gland i es desencadena quan es retrau el prepuci i el gland queda atrapat. És important detectar-ho al més aviat possible, ja que pot acabar alterant el flux sanguini i desencadenar gangrena. La parafimosi és més comuna en nens i avis.

## Etiologia
La parafimosi pot tenir diferents causes. Algunes d'elles són la falta d'higiene del prepuci, infeccions constants a causa de mala higiene, traumatisme directe a la zona i incapacitat per tornar a posar el prepuci cobrint el gland.

## Simptomatologia
La simptomatologia de la parafimosi és bastant clara. En primer lloc, i el símptoma més important és la impossibilitat del prepuci de cobrir el gland. A més a més, hi ha altres signes i símptomes que s'hi poden associar com inflamació del gland, alteració en la coloració del gland, dolor al penis i la dita anteriorment.

## Diagnòstic
El diagnòstic es fa mitjançant l'anamnesi i l'exploració física.

## Tractament
El tractament es basa en dos vessants. Primerament, cal comprimir el cap del penis i intentar col·locar el prepuci. Si aquesta tècnica no funciona caldrà fer una intervenció quirúrgica anomenada circumcisió.

## Complicacions
És molt important controlar la parafimosi des del primer moment en el qual es detecta. Si la parafimosi no es detecta i es tracta correctament hi poden haver complicacions. Per exemplificar, lesió al gland, gangrena i pèrdua de la punta del penis.